# Hyde Park on Hudson
Hyde Park on Hudson (La visita del Rey en Hispanoamérica) es una película de comedia británica de 2012, dirigida por Roger Michell y protagonizada por Bill Murray, en el papel de Franklin Delano Roosevelt, presidente estadounidense, y Laura Linney, en el papel de Margaret "Daisy" Suckley, prima en grado sexto, amiga de la infancia, amiga íntima y confidente del presidente.

## Sinopsis
En la primavera de 1939, Sara Delano, la madre de Franklin D. Roosevelt, le pide a su prima, Margaret Suckley, que visite al presidente enfermo en su finca en Hyde Park, Nueva York. Aunque Daisy y Roosevelt no se habían visto durante años, los parientes lejanos forman una relación romántica.

## Reparto
- Bill Murray es Franklin D. Roosevelt.
- Laura Linney es Margaret Suckley.
- Samuel West es Jorge VI.
- Olivia Colman es Isabel Bowes-Lyon.
- Elizabeth Marvel es Marguerite LeHand.
- Olivia Williams es Eleanor Roosevelt.
- Elizabeth Wilson es Sara Delano.
- Andrew Havill es James Cameron.